# 伊琳娜·沃隆科娃
伊琳娜·安德烈耶芙娜·沃隆科娃（俄语：Ирина Андреевна Воронкова，1995年10月20日—），俄羅斯女子排球運動員，身高1.9米，司職主攻，俄羅斯國家女子排球隊成員。現時效力於土超豪門伊萨奇巴希女排俱乐部。

## 外部連結
- profile （页面存档备份，存于） at FIVB.org
- Profile （页面存档备份，存于） at CEV
- Profile （页面存档备份，存于） at Volleyball club Dinamo-Kazan
- Profile （页面存档备份，存于） （俄語） at VC Zarechie Odintsovo (Volleyball Centre Moscow Oblast)